# ديك ويست
ديك ويست (بالإنجليزية: Dick West)‏ هو لاعب كرة قاعدة أمريكي، ولد في 24 نوفمبر 1915 في لويفيل في الولايات المتحدة، وتوفي في 13 مارس 1996 في فورت واين في الولايات المتحدة.

## وصلات خارجية
- ديك ويست على موقع دوري كرة القاعدة الرئيسي (الإنجليزية)
- ديك ويست على موقعبيزبول رفرنس.كوم (الدوري الرئيسي) (الإنجليزية)
- ديك ويست على موقع إي إس بي إن.كوم (أم.أل.بي) (الإنجليزية)